# National Negro Business League
La National Negro Business League (NNBL) è un'organizzazione americana fondata a Boston nel 1900 da Booker T. Washington per sostenere gli interessi delle imprese afroamericane. La missione e l'obiettivo principale della National Negro Business League era "sostenere lo sviluppo commerciale e finanziario dei negri". Era riconosciuta come "composta da uomini e donne di colore che avevano raggiunto il successo nel mondo degli affari".  La Lega crebbe rapidamente con 320 sezioni nel 1905 e più di 600 sezioni in 34 stati nel 1915.
Nel 1966 la Lega fu rinominata e reincorporata a Washington come National Business League, tuttora in attività.

## Storia

### Fondazione

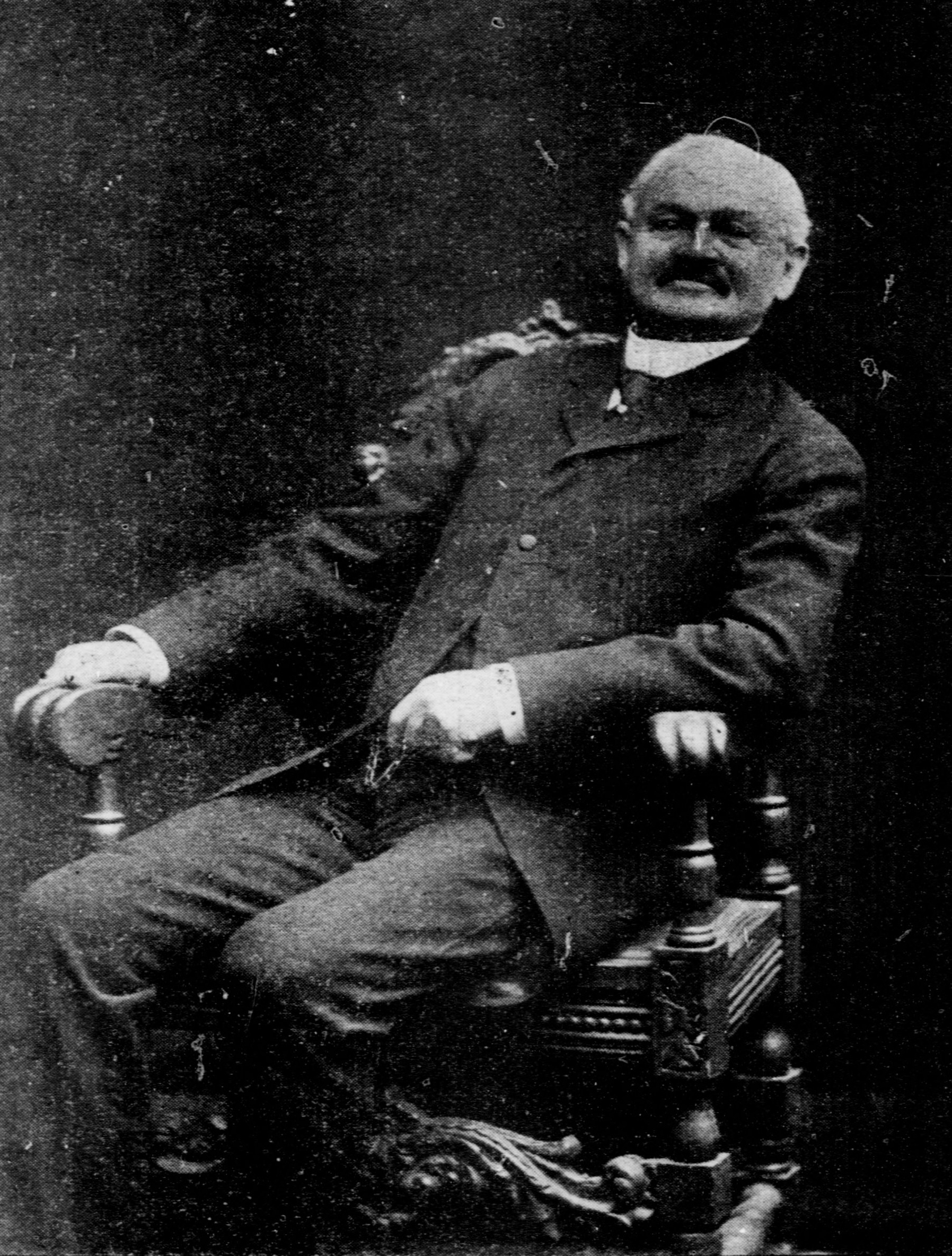
Robert Reed Church

La National Negro Business League (NNBL) fu creata a Boston, Massachusetts, nel 1900 da Booker T. Washington. L'iniziativa fu sostenuta dall'industriale e filantropo Andrew Carnegie. L'organizzazione fu formalmente costituita nel 1901 a New York e diede vita a 320 sezioni in tutti gli Stati Uniti.
La Lega comprendeva piccoli imprenditori negri, medici, agricoltori, altri professionisti e artigiani. Il suo obiettivo era quello di permettere alle imprese di mettere lo sviluppo economico in primo piano per ottenere l'uguaglianza degli afroamericani negli Stati Uniti. Gli affari erano la preoccupazione principale, ma i diritti civili venivano subito dopo.
Nel 1905 la sezione di Nashville, Tennessee, protestò contro la segregazione nei trasporti locali con un boicottaggio. Booker T. Washington riteneva che gli afroamericani avessero bisogno di costruire una rete economica e di far sì che questa diventasse un catalizzatore per il cambiamento e il miglioramento sociale. Inoltre, i comunicati stampa esistenti indicano che “la Lega organizzò il National Negro Business Service per 'aiutare . . gli uomini d'affari negri del paese a risolvere i loro problemi di vendita e pubblicità", promosse la pubblicità su giornali e riviste negre e "influenzò ... gli inserzionisti nazionali a utilizzare le pubblicazioni negre per raggiungere questo gruppo di persone di grande valore con il suo enorme potere d'acquisto".
L'organizzazione ispirò Robert R. Church Sr. ad aprire la Solvent Savings Bank a Memphis, nel Tennessee, nel 1906. Nel 1927 la banca si fuse con la Fraternal Savings Bank and Trust. Chiuse nel 1929.
Nel 1907 il comitato esecutivo del gruppo comprendeva J. B. Bell di Houston, Texas; S. E. Courtney di Boston, Massachusetts; W. L. Taylor di Richmond, Virginia; T. Thomas Fortune di New York, presidente; N. T. Velar di Brinton, Pennsylvania; J. C. Jackson di Lexington, Kentucky; M. M. Lewey di Pensacola, Florida; E. P. Booze di Colorado Springs, Colorado; S. A. Furniss di Indianapolis, Indiana; John E. Bush di Little Rock, Arkansas; e James C. Napier di Nashville, Tennessee.
Nel maggio del 1913 un rispettato giornalista nero, Ralph Waldo Tyler, fu eletto primo organizzatore nazionale dell'NNBL. Il ruolo di Tyler era quello di viaggiare in tutto il Sud degli Stati Uniti per documentare lo stato delle imprese negre e incoraggiare l'iscrizione all'NNBL.
Dopo la morte di Booker T. Washington nel 1915, la Lega fu guidata dal suo successore a Tuskegee, Robert Russa Moton. Albon L. Holsey, un dirigente di Tuskegee, era il segretario esecutivo della Lega. Altri leader nel 1922-23 furono John L. Webb, tesoriere (succeduto a Charles H. Anderson), e Charles Clinton Spaulding, capo della North Carolina Mutual Life Insurance Co. di Durham, Carolina del Nord.

## Affiliazioni
Le organizzazioni professionali affiliate comprendevano: la National Negro Bankers Association, la National Negro Press Association, la National Association of Negro Funeral Directors, la National Negro Bar Association, la National Association of Negro Insurance Men, la National Negro Retail Merchants' Association, la National Association of Negro Real Estate Dealers e la National Negro Finance Corporation. La National Negro Bankers Association fu organizzata durante un incontro della Lega nel 1906 da William R. Pettiford di Birmingham.

### Fonti primarie
- (EN) Kenneth Hamilton (a cura di), A Guide to the Records of the National Negro Business League (PDF), Bethesda, University Publications of America, 1995.
- (EN) Proceedings of the National Negro Business League: Its First Meeting, Held in Boston, Massachusetts, in National Negro Business League, Boston, J.E. Hamm, Publisher, 23-24 agosto 1900.